# Lunar Terrain Vehicle

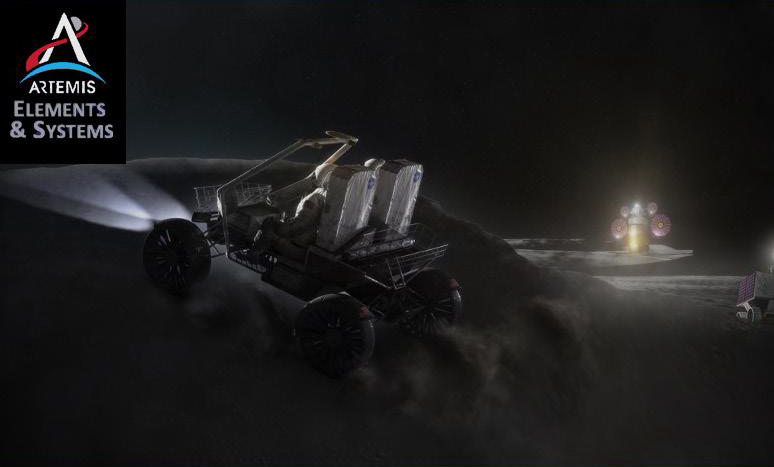
Illustratie van de Lunar Terrain Vehicle op het Maanoppervlak

De Lunar Terrain Vehicle (LTV) is een rover die wordt ontwikkeld voor NASA waarmee astronauten op de Maan kunnen rijden terwijl ze hun ruimtepakken dragen. De ontwikkeling van de LTV maakt deel uit van het Artemisprogramma van NASA, dat inhoudt dat astronauten tegen 2026 naar de Maan, met name de zuidpool van de maan, terugkeren. De LTV zal pas met Artemis V gebruikt worden en dat op zijn vroegst in 2030.
De LTV zal de eerste bemande maanrover zijn die door NASA is ontwikkeld sinds de Lunar Roving Vehicle, die werd gebruikt tijdens het Apollo-programma. Het zal kunnen opereren zonder bemanning aan boord (op afstand bestuurd vanaf de aarde of de maan). Het biedt functionaliteiten die een mix zijn van die van de Apollo-maanwagen (die de bemanning vervoert) en die van robotachtige voertuigen zoals Curiosity (met actieve wetenschappelijke instrumenten en een op afstand bestuurbare manipulatorarm). Het zal in staat zijn om 8 uur onafgebroken te opereren, expedities van 20 kilometer uit te voeren en maannachten te overleven.

## Voorstellen
Sinds het eerste verzoek naar voorstellen van NASA zijn vijf voorstellen voor een LTV publiekelijk onthuld.
- Op 26 mei 2021 kondigden Lockheed Martin en General Motors aan dat ze zouden samenwerken om een Lunar Terrain Vehicle (LTV) voor NASA te ontwerpen dat astronauten over het maanoppervlak kan vervoeren.[3] Op 5 april 2022 kondigde MDA Ltd. aan dat ze zouden samenwerken met Lockheed Martin en General Motors om de commerciële robotarmtechnologie van MDA te integreren.[4] Op 20 juli 2022 kondigde Goodyear aan dat ze zich zouden aansluiten bij Lockheed Martin en General Motors en banden zouden gaan ontwikkelen voor de LTV op basis van de geavanceerde airless bandentechnologie.
- Op 16 november 2021 kondigde Northrop Grumman aan dat ze zouden samenwerken met AVL, Intuitive Machines, Lunar Outpost en Michelin om een Lunar Terrain Vehicle (LTV) te ontwerpen.
- Op 7 april 2022 kondigde Teledyne Brown Engineering aan dat het een team met onder meer Sierra Space en Nissan North America zou leiden om een bemand Lunar Terrain Vehicle (LTV) te ontwerpen dat toekomstige verkenningen op de maan zal ondersteunen.[5] Op 22 september 2022 kondigde Teledyne aan dat Bridgestone zich ook bij het team zou voegen en banden zou leveren voor de LTV.[6]
- Op 31 maart 2023 kondigde Astrolab Inc. aan dat ze verwachtten hun FLEX-rover (Flexible Logistics and Exploration) aan te bieden voor de komende LTV-wedstrijd.[7]
- Op 17 april 2023 kondigden Leidos en NASCAR aan dat ze zouden samenwerken op het gebied van snelheid, veiligheid en betrouwbaarheid om een Lunar Terrain Vehicle (LTV) voor NASA te ontwikkelen.[8]

## Selectie
In april 2024 kregen drie bedrijven een 1-jarig contract van NASA om hun voorstel te verfijnen. Daarna zou NASA een van die drie uitkiezen om een demonstratievoertuig te bouwen. 
De geselecteerde bedrijven waren:
- Intuitive Machines
- Lunar Outpost
- Venturi Astrolab